# Sitticus burjaticus
Sitticus burjaticus is een spinnensoort in de taxonomische indeling van de springspinnen (Salticidae).
Het dier behoort tot het geslacht Sitticus. De wetenschappelijke naam van de soort werd voor het eerst geldig gepubliceerd in 1994 door Danilov & Dmitri Viktorovich Logunov.